# Caviale e lenticchie
Caviale e lenticchie è una commedia in tre atti e due tempi di Giulio Scarnicci e Renzo Tarabusi, scritta nel 1956, che deve la sua popolarità alla riduzione in napoletano da parte di Aldo Giuffré. Fu portata in scena con successo da Nino Taranto tanto da diventare uno dei suoi cavalli di battaglia. Sempre con Taranto ne fu realizzata una versione televisiva ripresa al Teatro Valle di Roma e andata in onda l'11 marzo 1960 sul Programma Nazionale della Rai.

## Trama
Liborio Lamanna e Maddalena convivono e hanno una figlia di nome Fiorella. Liborio che come mestiere fa "l'invitato", cioè si imbuca alle feste rubando dolci e cibarie per poi mandare il suo amico-nemico Vincenzo nei ristoranti a venderle. Vincenzo fa la corte a donna Maddalena che però non ricambia. Della famiglia fa anche parte Caterina Lamanna, sorella di Liborio, e Filippo altro figlio di Donna Maddalena e Liborio, impegnato in una maratona di danza da 5 giorni.
Un giorno la famiglia si vede arrivare a casa un vecchio bersagliere, che canta se non gli si mette una caramella in bocca e che piange se gli si toglie il cappello da bersagliere. Le donne chiedono spiegazione a Liborio di questo arrivo e lui spiega che lo ha affittato perché un giorno ha fondato un comitato benefico per aiutare le persone meno fortunate e tra le famiglie da aiutare al primo posto ha aggiunto la loro. L'uomo quindi spacciandosi per un ricco capo fondatore fa entrare in casa una baronessina e una ricca donna di nome Donna Agnese, che si erano prefissate di dare i soldi a quella famiglia di disadattati. Ad un certo punto entra anche Vincenzo e Liborio, costretto a far credere alle donne che sia il marito di donna Maddalena.
Mentre si stabiliscono le trattative entrano in scena Roberto, figlio di donna Agnese, e Leopoldo, cugino e tutore del ragazzo. Roberto dice che per sbaglio, dopo aver sparato un colpo di pistola dietro ad una porta, colpì un cameriere di nome Alessio; tutti decidono di farlo nascondere proprio in quella casa, in cambio di soldi. Questo comporterà, però, che Liborio non potrà entrare in casa con la sua vera identità. Intanto Leopoldo si è messo d'accordo con Vincenzo di occultare il cadavere di Alessio, che è stato messo dentro un baule, in casa Lamanna.
Roberto si addormenta, ma durante la notte Alessio, il cameriere sedicente ucciso, esce dal baule, ancora vivo e spaventa Roberto, per poi tornare nella sua "cassa" quando sente arrivare Liborio, che si addormenta su di essa; risvegliatosi scopre il cadavere, ne chiede spiegazione a Vincenzo che gli spiega il fatto... Liborio scopre, infine, che la pistola con la quale ha sparato Roberto era caricata a salve, e gli era stato fatto credere da Leopoldo di essere un assassino, perché egli voleva continuare a sperperare i soldi del cugino.
Leopoldo, fallito il piano si dilegua, Roberto e Fiorella si fidanzano, mentre Liborio e Maddalena finalmente si sposano.

## Personaggi e interpreti
I personaggi e gli interpreti della versione registrata dalla Rai con la regia di Gennaro Magliulo:
- Alessio: Enrico Glori
- Barone Chioccia: Nino Veglia
- Baronessina: Anna Maria Ackermann
- Caterina La Manna: Rosita Pisano
- Contessa Pallanzani: Gisella Sofio
- Donna Agnese Bellella: Vittoria Crispo
- Donna Carmela: Isa Danieli
- Filippo La Manna: Bob Vinci
- Fiorella: Angela Pagano
- Giornalaio: Antonio Allocca
- Leopoldo Bellella: Gianni Agus
- Liborio La Manna: Nino Taranto
- Maddalena: Regina Bianchi
- Marcello, garzone: Agostino Salvietti
- Nonno Simeone: Amedeo Girard
- Piluscio, ladro a riposo: Carlo Taranto
- Roberto Bellella: Benito Artesi
- Vincenzo: Carlo Giuffré